# 프랑스 혁명 연표

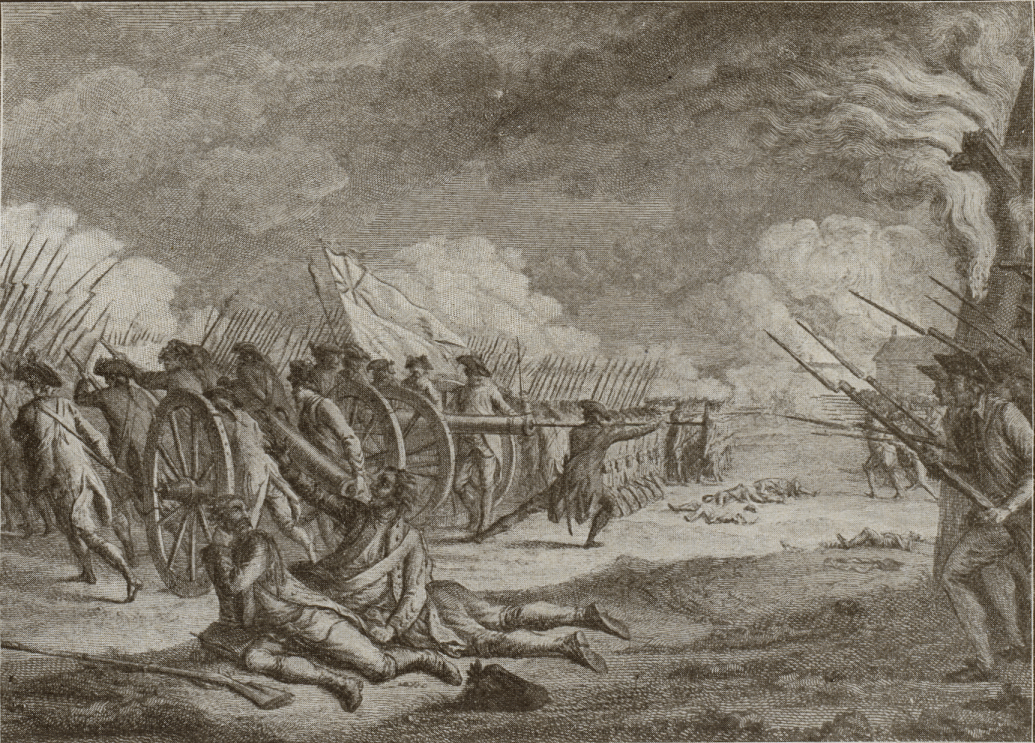
미국 독립 전쟁(렉싱턴 전투, 1776)

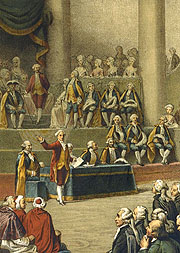
삼부회 소집 (1789.5.5)

## 혁명 이전
- 17세기 후반 ~ 18세기: 계몽주의 시대의 개막. 자유주의, 공화주의, 민족주의 의식의 고양.
- 1756년: 7년 전쟁 발발
- 1774년: 루이 16세 즉위.
- 1776년: 재무 총장 튀르고 파면.
- 1776년: 미국 독립 전쟁 시작. 7월 4일 미국 독립 선언.
- 1778년: 프랑스, 영국에 대항하여 미국 식민지를 지원하기로 선언. 이후 재정 상황은 더욱 악화.
- 1783년: 파리 조약 체결. 미국 독립 전쟁 종결, 프랑스 국내에서도 자유를 열망하는 기조가 강해짐
- 1785년: 목걸이 사건. 왕비 마리 앙투아네트에 불신이 생김

## 재정 위기와 의회의 소집

테니스 코트의 서약 (6월 20일)

### 1786년
- 8월 20일: 재무 총장 칼론, 왕가의 재정 파탄을 선언.
- 12월 29일: 명사회가 소집된다.

### 1787년
- 2월 22일: 최초의 명사회가 개최. 재정난을 배경으로 한 귀족에 대한 과세에 반대.
- 5월: 칼론 방안과 귀족이 대립. 회의가 교착 상태에 빠진다.
- 7월: 파리고등법원이 삼부회 소집을 요구.

### 1788년
- 6월 7일: 지붕의 기와일. 그르노블에서 국왕의 군대에 민중들이 기와나 돌을 던진다.
- 8월 8일: 국왕 루이 16세에 의해 전국 삼부회를 소집이 선포된다.
- 8월 25일: 네케르 다시 재무 총장에 취임.

### 1789년
- 1월: 시에예스의 《제3신분이란 무엇인가》 출판. 베스트셀러로 등극
- 5월 5일: 베르사유에서 삼부회가 소집.
- 6월 17일: 제3신분에 의한 국민의회 설립 선언.
- 6월 20일: 테니스 코트의 서약. 제3신분 의원을 중심으로 헌법 제정까지 해산하지 않을 것을 맹세한다. 동시에 삼부회 폐회
- 6월 27일: 국왕이 제1신분, 제2신분(성직자, 귀족)으로 국민의회에 합류를 권고.
- 7월 6일: 헌법제정위원회의 설치.
- 7월 9일: 국민의회, 제헌국민의회로 개칭.
- 7월 11일: 네케르 장관 파면
- 7월 12일: 네케르가 파면되자 팔레 루아얄에서 데뮬랭이 이 시민에게 “무기를 들어라!”고 연설. 파리 민중이 앵발리드(보훈병원)를 습격.

## 혁명 발발(1789)
- 7월 14일 바스티유 감옥 습격 (프랑스 혁명 발발)
- 7월 15일: 파리 시장에 바이이, 파리 국민위병대에 사령관 라파예트가 선정된다.
- 7월 16일: 네케르 복직.
- 7월 17일: 혁명이 지방에 파급. 대공포(그랑 풀)가 시작된다.
- 8월 4일: 봉건적 특권의 유상 폐지가 결의된다.
- 8월 26일: 《인간과 시민의 제 권리 선언》(프랑스 인권 선언)이 채택된다.
- 9월 12일: 마라 《인민의 벗》을 창간.
- 10월 5일: 파리 민중의 베르사유 행진.
- 10월 6일: 국왕 일가가 베르사유에서 파리로 점유.
- 10월 12일: 국왕과 함께 의회도 파리로 이동하기로 결정.
- 11월 2일: 가톨릭 교회 재산의 무상 몰수·국유화 선언 (가톨릭 교회 무력화시켜 혁명정부에 종속시키려한 조치. 1801년 나폴레옹이 교황에 사과함)
- 12월 14일: 아시냐 지폐 발행.

### 1790년
- 7월 12일: 성직자기본법 제정. 가톨릭 교회를 프랑스 정부에 예속시키려 한 법률. 1795년 폐지)
- 7월 14일: 바스티유 사건 1주년 기념 전국민 연합제. 샹 드 마르스 전국 연맹 축제.
- 8월 11일: 십일조 폐지 결정 (가톨릭 교회를 프랑스 정부에 종속시키려 한 조치. 1801년 나폴레옹이 교황에 사과하고 십일조 부활됨)
- 9월 6일: 고등법원의 폐지.
- 10월 21일: 삼색기를 프랑스 국기로 제정.

### 1791년
- 3월 2일: 동업자조합(길드)가 금지된다.
- 4월 2일: 미라보 사망. 국왕과 의회의 연락역이 없어짐
- 6월 20일: 국왕일가 국외 탈출을 꾀한다.
- 6월 21일: 국왕일가, 바렌느에서 사로잡혀 25일 파리로 귀환(바렌느 사건). 이후 국왕에 대한 지지가 급속히 감소.
- 7월 16일: 푀양 클럽 창설.
- 7월 17일: 샹 드 마르스의 학살.
- 8월 27일: 오스트리아, 프로이센, 필니츠 선언을 발표, 혁명을 견제.
- 9월 3일: 1791년 프랑스 헌법 제정. 입헌군주제로 전환.
- 9월 14일: 국왕이 새 헌법에 선서.
- 9월 30일: 헌법제정국민의회가 해산.
- 10월 1일: 입법 의회 소집.

### 1792년
- 1월 25일: 입법부, 오스트리아 황제 《필니츠 선언》 탈환을 요구하는 여러 국왕에게 추천.
- 3월 10일: 지롱드파 내각 탄생.
- 4월 4일: 입법부, 뮬라토와 흑인을 포함한 모든 자유인의 평등을 결의.
- 4월 20일: 입법부, 오스트리아에 대해 선전 포고 결의 (프랑스 혁명 전쟁 개전).
- 4월 25일: 《라 마르세예즈》가 작곡된다.
- 6월 13일 국왕이 지롱드파의 장관을 파면. 푀양파 내각 성립.
- 6월 20일: 민중이 튈르리 궁에 밀려 국왕 앞에서 시위 행진.
- 7월 11일: 입법부, "조국의 위기"를 호소, 비상사태 선언을 결의. 의용병의 호소.
- 7월 25일: 프로이센 군인의 브라운 슈바이크 공작이 "국왕 일가를 위해하면 파리를 괴멸시킬 것"이라고 성명. (브라운 선언)

## 왕권 중지와 국왕 처형
- 8월 10일: 《8월 10일 사건》. 민중이 튈르리 궁전을 습격.
- 8월 11일: 국왕 일가를 떵플 탑에 유폐하고 왕권을 정지.
이날: 지롱드 파 내각이 부활. 당통, 사법 장관에 취임.
- 9월 2일 -9월 7일: 《9월 학살》. 몇 군데의 감옥에서 반혁명 용의자를 민중이 학살.
- 9월 20일: 발미 전투에서 프랑스 혁명군이 승리(발미 승리).
이날: 이혼법이 성립. 입법부는 최근 의사가 종료. 보통선거에 의한 국민공회 소집.
- 9월 20일: 교황청, 왕정을 폐지하려 하고 가톨릭 탄압정책을 실시하는 프랑스와 단교
- 9월 21일: 왕정 폐지 결의.
- 10월 2일: 국민공회, 보안위원회를 설치.
- 11월 19일: 벨기에를 합병.

### 1793년
- 1월 1일: 국방위원회 (공안위원회의 전신) 설치.
- 1월 21일: 국왕 루이 16세의 처형.
- 2월 1일: 국민공회, 영국, 네덜란드에 선전 포고.
- 2월 13일: 오스트리아, 프로이센, 영국 등에 의한 《제1차 대프랑스 동맹》 결성.
- 3월 3일: 리옹에서 반혁명 폭동. 《리옹의 반란》 시작된다.
- 3월 7일: 국민공회, 스페인에 선전 포고.
- 3월 10일: 혁명재판소 설치. 방데지역의 가톨릭 신도들이 탑압에 맞서 《방데 반란》을 일으키다.

## 자코뱅 독재
- 4월 6일: 공안위원회 발족.
- 5월 4일: 작물의 최고 가격법 제정. 가격 통제가 시작된다.
- 5월 31일-6월 2일: 1793년 5월 31일 봉기. 국민위병과 파리 민중이 국민공회를 포위. 지롱드파의 체포.
- 6월 24일: 1793년 프랑스 헌법 (자코뱅 헌법) 제정. (실제로는 실시되지 않음)
- 7월 12일: 툴롱에서 왕당파의 반란 발생.
- 7월 13일: 마라, 샤를로트 코르데에 의해 암살된다.
- 7월 17일: 봉건적 특권의 무상 폐지를 결의. 샤를로트 코르데를 처형.
- 7월 27일: 로베스피에르가 공안위원회에 참가.
- 8월 23일: 총동원법에 의한 국민개병제가 시작된다.
- 8월 29일: 상 도밍그에 파견된 국민공회 의원 레제 페리시테 손토냐 독단적으로 모든 흑인 노예 해방을 선언.
- 9월 29일: 최고가격령 제정.
- 10월 10일: 생 쥐스트가 국민공회에 건의 "평화가 도래하기 전까지 혁명적인 정부"의 수립을 선언(혁명 정부 선언)
- 10월 16일: 왕비 마리 앙투아네트 처형.
- 10월 31일: 브리소 등 지롱드파 의원 21명이 처형.
- 11월 8일: 롤랑 부인 처형.
- 11월 24일: 프랑스 혁명력의 채용이 결정. (사용은 10월 5일부터)
이날: 프리메르 14일 법률 통과. 중앙집권화를 가속.
- 12월 4일: 파견 의원 조제프 푸셰, 코로 데르브와 하에 리옹 대학살이 시작된다.
- 12월 5일: 《르 비외 코르들리에》(Le Vieux Cordelier) 지를 발행, 카미유 데뮬랭
- 12월 19일: 영국군, 툴롱 철수.

### 1794년
- 1월 19일 영국군, 코르시카에 상륙.
- 2월 4일: 프뤼비오즈 16일 법률 통과. 전 프랑스 식민지에서 흑인 노예제도 폐지가 결정.
- 2월 26일: 방토즈 법 통과. 반혁명 용의자의 전 재산을 몰수 당하고 빈곤에게 배분된다.
- 3월 24일: 에베르 일파 (자코뱅 좌파) 처형.
- 4월 2일: 당통의 재판이 시작된다.
- 4월 5일: 당통, 데뮬랭 등의 자코뱅 우파 처형.
- 5월 8일: 화학자 앙투안 라부아지에 처형.
- 6월 8일: 샹 드 마르스에서 최고 존재 축제가 개최.
- 6월 10일: 프레리알 22일 법률 제정. 공포 정치에 박차.
- 7월 27일: 테르미도르의 쿠데타 발발. 국민공회가 로베스피에르 일파 비판 결의를 채택.
- 7월 28일: 로베스피에르, 생 쥐스트, 쿠통, 르 바 등 22 명이 처형. 방토즈 법, 《프레리알 22일 법률》, 사실상 소멸.

좁은 의미의 프랑스 혁명은 테르미도르 반동을 기점으로 끝난다.

## 공포 정치의 종식과 혁명의 반동
- 11월 12일: 자코뱅 클럽이 폐쇄된다.
- 12월: 지롱드파가 의회에 복귀.
- 12월 24일: 최고가격령을 철폐. 아시냐 지폐의 가치가 급락했다. 물가 상승.

### 1795년
- 2월 21일: 가톨릭 교회를 예속하려던 성직자기본법 폐지. 1801년 프랑스와 교황청 간의 정교협약 체결로 갈등 해소
- 4월 1일: 자코뱅 잔당의 제르미나르의 봉기. 1793년 프랑스 헌법의 실시와 식량을 요구하는 민중이 공회에 난입, 군대에 의해 진압된다.
- 5월 20일: 프레리아르의 봉기. 파리 민중이 빵 부족에 항의, 강제 진압.
- 5월 31일: 혁명 재판소의 폐지.
- 6월 5일: 방데 반란에서 프랑스 혁명군의 대승으로 사실상 반란 종료되었다.
- 8월 22일: 공화력 3년 헌법의 제정. 직접 세금을 내는 21세 이상의 남자에게 선거권이 인정된다.
- 10월 5일: 왕당파의 방데미에르의 반란. 나폴레옹이 진압.
- 10월 26일: 국민공회 해산. 폴 바라스 등을 복수 총재로 총재정부가 성립.

### 1796년
- 3월 11일: 나폴레옹의 이탈리아 원정 시작.

### 1797년
- 5월 10일: 바뵈프 음모 발각. 바뵈프를 비롯해 음모에 관련된 몇 명은 체포.
- 9월 14일: 프뤽티도르 18일 쿠데타.
- 10월 17일: 캄포포르미오 조약 체결. 오스트리아와 강화.

### 1798년
- 5월 11일: 플로레알 22일 쿠데타.
- 5월 19일: 나폴레옹의 이집트 원정 시작된다.
- 12월 24일: 제2차 대프랑스 동맹 결성.

### 1799년
- 6월 18일: 프레리아르 30일의 쿠데타. 에마뉘엘 조제프 시에예스가 실권을 쟁취함

## 나폴레옹 시대의 개막
- 8월 22일: 나폴레옹, 이집트를 포기하고 도주.
- 9월 9일: 나폴레옹, 프랑스로 귀국.
- 11월 9일: 안개달 18일의 쿠데타. 총재정부가 전복되고, 집정정부가 성립. 나폴레옹이 제1집정 등극.

### 1801년
- 7월 15일: 프랑스의 나폴레옹과 교황청 간의 화해를 위한 정교협약 체결. 反가톨릭 정책 폐지

## 같이 보기
- 프랑스 혁명 관련 인물 목록
- 프랑스 혁명
- 세계사 연표